# Don Murphy
Don Murphy (Long Island, 15 aprile 1967) è un produttore cinematografico, regista e attore statunitense, noto per la produzione di Assassini nati - Natural Born Killers.
Il suo partner, Jane Hamsher, scrisse un libro riguardo al turbolento e confusionario processo di realizzazione della pellicola, chiamato Killer Instinct: How Two Young Producers Took on Hollywood and Made the Most Controversial Film of the Decade.

## Carriera
Murphy formò la JD Productions con Hamsher, e produssero una sfilza di film ben conosciuti come L'allievo, Permanent Midnight e La vera storia di Jack lo squartatore - From Hell. Da allora Hamsher ha abbandonato la carriera cinematografica, divenendo un importante politico. Nel 1998, Murphy formò la sua compagnia di produzione, la Angry Films, che partendo con La leggenda degli uomini straordinari è diventato una compagnia di produzione molto ambita, con numerosi film in varie fasi di produzione durante il 2007, tra cui Shoot 'Em Up con Clive Owen, Torso di David Fincher - remake dell'italiano I corpi presentano tracce di violenza carnale di Sergio Martino - While She Was Out con Kim Basinger e altri ancora. Murphy ha anche giocato un ruolo chiave nello sviluppo di una versione Disney di Kiki - Consegne a domicilio di Hayao Miyazaki.
Tra gli altri film prodotti nel 2007, c'è Transformers di Michael Bay.
Nel 2005, la Angry Film doveva produrre l'adattamento cinematografico di We3, una miniserie della DC Comics, per la New Line Cinema; Susan Montford e Rick Benattar dovevano dirigerlo, secondo quanto scritto da Variety.

## Vita privata
Murphy è nato a Long Island, a New York. Si diplomò alla Chaminade High School, mentre conseguì la laurea alla Georgetown University e la specializzazione alla USC School of Cinema & Television. È sposato con la regista Susan Montford.

## Filmografia

### Regista
- Monday Morning (1990)

### Produttore
- Monday Morning (1990)
- Assassini nati - Natural Born Killers (1994)
- Double Dragon (1994)
- L'allievo (1995)
- Permanent Midnight (1998)
- Bully (2001)
- La vera storia di Jack lo squartatore - From Hell (2001)
- La leggenda degli uomini straordinari (2003)
- Transformers (2007)
- Shoot 'Em Up - Spara o muori! (2007)
- Legittima offesa - While She Was Out (2008)
- Transformers - La vendetta del caduto (2009)
- Splice (2009)
- Transformers 3 (2011)
- Real Steel (2011)
- Gemini Man (2019)
- Transformers One (2024)

### Attore
- Assassini nati - Natural Born Killers (1994)
- Hairshirt (1998)